# Ringerike (municipi)
Ringerike és un municipi situat al comtat de Buskerud, Noruega. Té 29.801 habitants (2016) i té una superfície de 1.552 km². El centre administratiu del municipi és el poble de Hønefoss.
Limita al nord amb els municipis de Sør-Aurdal i Søndre Land; a l'est amb Gran, Jevnaker, Lunner, i Oslo; al sud amb Bærum, Hole, i Modum; i a l'oest amb Krødsherad i Flå. Dins del terme municipal hi ha cinc llacs: Samsjøen, Øyangen, Sperillen, Ullerentjernet i Vestre Bjonevatnet.

## Ciutats agermanades
Ringerike manté una relació d'agermanament amb les següents localitats:
- Aabenraa, Dinamarca Meridional, Dinamarca
- Lohja, Finlàndia del Sud, Finlàndia
- Emmeloord, Flevoland, Països Baixos[3]
- Skagaströnd, Islàndia
- Växjö, Comtat de Kronoberg, Suècia
- Vera, Almeria, Espanya[4] el 1989